# Gabiley
Gabiley és una regió, districte i ciutat de Somalilàndia.
La ciutat fou erigida en capital de districte el 1982, dins la regió de Woqooyi Galbeed. Quan aquesta es va dividir el 1992, el districte va passar a la nova regió de Maroodi Jeex. El 22 de març de 2008 es va crear la regió de Gabiley amb capital a Gabiley, integrada per l'antic districte inicial (que havia estat ja subdividit anteriorment i s'havia convertit en tres districtes i després en quatre), i es va crear un districte nou: Wajaale.
Així el 2008 la regió va quedar formada per cinc districtes:
- Gabiley
- Arabsiyo
- Allaybaday
- Fareweyne
- Wajaale

L'activitat econòmica principal és l'agricultura, i és la part on es donen les millors collites del país. A Arabsiyo s'hi van trobar indicis de mines de pedres precioses. Una carretera uneix Gabiley amb Arabsiyo i segueix fins Hargeisa; cap a l'oest la carretera va fins a Dilla i Borama i acaba a Boon. El fet de ser la regió més productiva creava frustració per no ser una regió jurídicament, i el president Dahir Riyale Kahin ho va prometre a la campanya electoral, i ho va complir el 2008. A la ciutat es va originar el moviment Afraad, que fou una de les puntes de llança més efectives del Moviment Nacional Somali en la lluita contra Siad Barre.